# Philippodynerus omicroniformis
Philippodynerus omicroniformis är en stekelart som beskrevs av Gusenleitner 1996. Philippodynerus omicroniformis ingår i släktet Philippodynerus och familjen Eumenidae. Inga underarter finns listade i Catalogue of Life.